# Henri Alekan
Henri Alekan (Parijs, 10 februari 1909 - Auxerre, 15 juni 2001) was een Frans cameraman.

## Leven en werk

### Opleiding en eerste stappen in het filmmilieu
Tijdens zijn studies aan het Conservatoire national des arts et métiers en vervolgens aan het Institut d'optique Graduate School volgde Alekan ook praktijklessen bij Pathé-Cinéma. 
Alekan bekwaamde zich in het vak van assistent-operateur vanaf 1932. Onder de hoede van de Duits-Joodse cameraman en uitvinder Eugen Schüfftan verzorgde hij het camerawerk van onder meer La Tendre Ennemie (Max Ophüls, 1936), Drôle de drame (Marcel Carné, 1937) en Le Quai des brumes (Marcel Carné, 1938). Later werkte Carné nog twee keer samen met Alekan. Ook Marc Allégret, die hem al aan het werk had gezien als assistent op de set van zijn Fanny (1932), deed nog drie keer een beroep op Alekan.

### Beroepsverbod en later engagement
Tijdens de Tweede Wereldoorlog verbood Vichy-Frankrijk Alekan elke cinematografische activiteit omdat hij joods was. Dit beroepsverbod lag aan de basis van Alekans levenslang engagement. Reeds in 1940 richtte hij het Centre artistique et technique des jeunes du cinéma op. Bij de Bevrijding maakte hij deel uit van de Commission supérieure technique de l'image et du son. Na de oorlog stichtte hij samen met Louis Daquin de productiemaatschappij Coopérative générale du cinéma français. In 1990 was hij een van de oprichters van de Association française des directeurs de la photographie cinématographique. 

### Doorbraak als director of photography
In 1946 verzorgde Alekan het camerawerk van twee commerciële voltreffers: het veelvuldig gelauwerd documentaristisch oorlogsdrama La Bataille du rail (René Clément) en de sprookjesachtige fantasyfilm La Belle et la Bête (Jean Cocteau). Zijn naam was meteen gemaakt. In de loop van zijn carrière deelde hij nog in het succes van uiteenlopende films als La Marie du port (1950), Le Fruit défendu (1952), Roman Holiday (1953), Austerlitz (1960), La Princesse de Clèves (1961), Mayerling (1968) en Soleil rouge (1971).  

### Samenwerkingen
Behalve met Carné en Marc Allégret vormde Alekan verscheidene keren team met bekende cineasten als Clément, Abel Gance, Joseph Losey, Terence Young, Wim Wenders en later de Israëlische cineast Amos Gitai.
Als meester van de zwart-wit fotografie bracht hij Franse filmiconen zoals Danielle Darrieux, Jeanne Moreau, Micheline Presle, Jean Marais, Jean Gabin en Gérard Philipe meermaals voorbeeldig in beeld.

### Regie
Hij regisseerde twee korte films: de kunstdocumentaires L'Enfer de Rodin (1958) en La petite danseuse de 14 ans d'Edgar Degas (1986). 
Alekan overleed in 2001 op 92-jarige leeftijd. Hij ligt begraven op het Cimetière du Montparnasse.

## Filmografie (selectie)
- 1936 -  La vie est à nous (Jean Renoir)
- 1940 - Les Musiciens du ciel (Georges Lacombe)
- 1941 - Vénus aveugle (Abel Gance)
- 1941 - Parade en sept nuits (Marc Allégret) (samen met Christian Matras)
- 1942 - Ceux du rail (René Clément) (documentaire)
- 1944 - Les Petites du quai aux fleurs (Marc Allégret)
- 1946 - La Bataille du rail (René Clément)
- 1946 - La Belle et la Bête (Jean Cocteau)
- 1947 - Les Maudits (René Clément)
- 1948 - Anna Karenina (Julien Duvivier)
- 1949 - Une si jolie petite plage (Yves Allégret)
- 1949 - Les Amants de Vérone (André Cayatte)
- 1950 - La Marie du port (Marcel Carné)
- 1951 - Juliette ou la Clé des songes (Marcel Carné)
- 1951 - Parigi è sempre Parigi (Luciano Emmer)
- 1952 - Imbarco a mezzanotte (Joseph Losey)
- 1952 - Le Fruit défendu (Henri Verneuil)
- 1953 - Quand tu liras cette lettre (Jean-Pierre Melville)
- 1953 - Roman Holiday (William Wyler)
- 1953 - Julietta (Marc Allégret)
- 1954 - La reine Margot (Jean Dréville)
- 1955 - Le Port du désir (Edmond T. Gréville)
- 1955 - Frou-Frou (Augusto Genina)
- 1955 - Les héros sont fatigués (Yves Ciampi)
- 1955 - La Meilleure Part (Yves Allégret)
- 1956 - Le Salaire du péché (Denys de La Patellière)
- 1957 - Typhon sur Nagasaki (Yves Ciampi)
- 1957 - Le Cas du docteur Laurent (Jean-Paul Le Chanois)
- 1957 - Casino de Paris (André Hunebelle)
- 1959 - Douze heures d'horloge (Géza von Radványi)
- 1959 - Le Secret du chevalier d'Éon (Jacqueline Audry)
- 1960 - 1-2-3-4 ou Les Collants noirs (Terence Young)
- 1960 - Austerlitz (Abel Gance)
- 1961 - La Princesse de Clèves (Jean Delannoy)
- 1962 - Le Couteau dans la plaie (Anatole Litvak)
- 1964 - Topkapi (Jules Dassin)
- 1965 - Lady L (Peter Ustinov)
- 1966 - The Poppy Is Also a Flower (Terence Young)
- 1966 - Triple Cross (Terence Young)
- 1968 - Mayerling (Terence Young)
- 1969 - L'Arbre de Noël (Terence Young)
- 1970 - Figures in a Landscape (Joseph Losey)
- 1971 - Soleil rouge (Terence Young)
- 1975 - La Pupa del Gangster (Giorgio Capitani)
- 1982 - Het dak van de walvis (Raúl Ruiz)
- 1982 - La Truite (Joseph Losey)
- 1982 - Der Stand der Dinge (Wim Wenders)
- 1983 - La Belle Captive (Alain Robbe-Grillet)
- 1984 - A Strange Love Affair (Eric de Kuyper en Paul Verstraten)
- 1986 - Esther (Amos Gitai)
- 1987 - Der Himmel über Berlin (Wim Wenders)
- 1991 - Naissance d'un Golem (Amos Gitai)
- 1992 - Golem, l'esprit de l'exil (Amos Gitai)
- 1993 - Golem, le jardin pétrifié (Amos Gitai)

## Prijzen en nominaties

### Prijzen
- 1983: La Truite : César voor de beste cinematografie
- 1988: Der Himmel über Berlin : Deutscher Filmpreis voor beste camera, Los Angeles Film Critics Association en New York Film Critics Circle Award voor beste camerawerk

### Nominatie
- 1988: Der Himmel über Berlin : Europese filmprijs voor beste camerawerk

## Publicaties
- Des lumières et des ombres, Éditions du Collectionneur, 1984
- La belle et la bête, in samenwerking met Jean Cocteau en Robert Hammond, Éditions du Collectionneur, 1992
- Question de Lumières, in samenwerking met Robert Doisneau, Édition Stratem, 1993
- Le Vécu et l'Imaginaire. Chroniques d'un homme d'images, in samenwerking met José-Louis Bocquet en Philippe Pierre-Adolphe, Éditions La Sirène, 1999
- Encore une nuit à Paris, L'Harmattan, 2000